# Johan Fühler
Johan Fühler (Emmen, 16 februari 1955) is een voormalig profvoetballer van Go Ahead Eagles, FC Groningen en De Graafschap.
Fühler debuteerde in het seizoen 1974-1975 bij Go Ahead Eagles. Hij speelde twee seizoenen in de Adelaarshorst maar een echte doorbraak bleef uit. In 1976 stapte de aanvaller over naar FC Groningen, maar ook hier slaagde Fühler er gedurende twee seizoenen niet in een basisplaats te bemachtigen. In november 1977 was hij niet succesvol op proef bij het Duitse OSC Bremerhaven. Vervolgens werd hij eind november verhuurd aan SC Amersfoort. Na nog een seizoen bij De Graafschap ging Fühler in 1979 naar amateurclub VV Heino.